# Advances in Materials Science
Advances in Materials Science è una rivista accademica che si occupa di chimica dei materiali. Fondata e gestita dal Dipartimento di Ingegneria e Scienza dei Materiali della Università di Tecnologia di Danzica. La rivista ha iniziato le pubblicazioni nel 2001 con un solo numero annuale e nel 2007 è riuscita a pubblicare 4 numeri. Dopo il 2007 non sono più reperibili pubblicazioni on-line.
Gli articoli pubblicati hanno riguardato perlopiù argomenti inerenti alla morfologia e alla composizione degli acciai e sono stati redatti quasi sempre da accademici dello stesso Dipartimento dell'Università di Danzica.